# Varrócérna

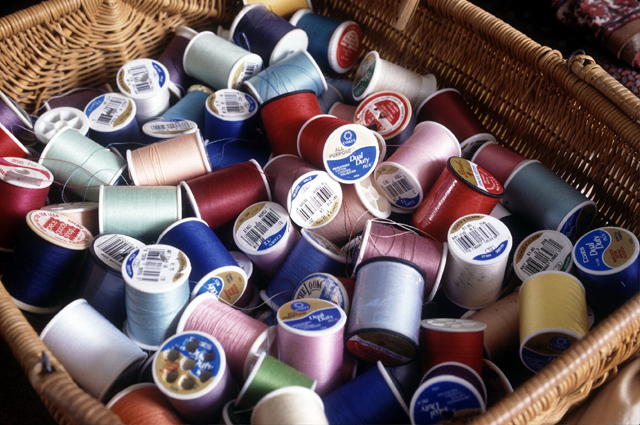
Háztartási varrócérna-csévék

A varrócérna a cérnák egy speciális fajtája. A textilipari szaknyelvben a cérna általában két vagy több fonal összesodrásával létrehozott termék. Attól függően, hogy hány fonalat sodornak (cérnáznak) össze, két- vagy többágú cérnáról beszélünk. Ha több cérnát sodornak össze, akkor a termék neve: többszörös cérna. A cérnák között különösen fontos szerepet töltenek be a varráshoz használt cérnák.
Cérnákat (cérnázott fonalakat) használ a textilipar különféle kelmeképző eljárásokban (szövés, kötés, fonatolás, csipkekészítés), ezenkívül varrócérna formájában a textilruházati ipar, a bőr- és cipőipar, a kárpitosipar, a műszakitextil-gyártás, a gyógyászat számos helyen. Textilipari szempontból a cérna egy sajátos formájának tekinthető a sodrott (vert) kötél is.

## A varrócérnák fő műszaki jellemző adatai

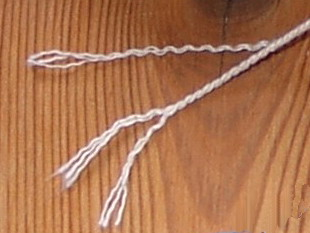
Többszörös cérna (három háromágú cérna összesodrásával készült)

A varrócérnák fizikai és kémiai tulajdonságainak igazodniuk kell egyrészt a varrás közben fellépő igénybevételekhez – amelyek a mai nagy sebességű varrógépeken vagy más, varrócérnát használó technológiai berendezéseken esetenként igen nagyok is lehetnek –, másrészt azokhoz a követelményekhez, amelyeket a felhasználás támaszt a megvarrt késztermékkel szemben. Ez utóbbiak nagyon különbözők lehetnek aszerint, hogy pl. ruházati cikkről (ezen belül „hétköznapi” ruházatról, vagy esetleg sport-, munka- vagy védőruházatról), vagy valamilyen műszaki felhasználásról (pl. szűrőszövetek összevarrásáról, bútorkárpit vagy autó-üléshuzat készítéséről) van-e szó. Mindezek figyelembevételével a varrócérnáknak igen sokféle fajtája használatos.
A cérnák fő műszaki adatai a következők:
- anyagösszetétel,
- cérnakonstrukció, sodratszám, sodratirány,
- finomság,
- szakítóerő,
- szakadási nyúlás,
- rugalmasság,
- hurokszakító szilárdság,
- kopásállóság,
- mosási zsugorodás,
- színtartóság,
- kikészítés, felületkezelés.Mindezeknek az adatoknak igen nagy fontossága van az adott cérna alkalmasságának megítéléséhez a különböző felhasználási területeken.

### Anyagösszetétel
A cérnagyártáshoz felhasznált nyersanyag általában már eleve meghatározza a cérna fizikai és kémiai tulajdonságát, hővel szembeni ellenállását stb. A cérnagyártásban leggyakrabban pamutot, lent, poliamidot, poliésztert, valamint egyes speciális alkalmazási területeken poliakrilnitrilt, aramidszálakat (pl. nagy szilárdságú Kevlart, nagy mértékben hőálló Nomexet), rugalmas tulajdonságú poliuretán (pl. Lycra) vagy polibutilén tereftalát (PBT) alapú fonalat, polipropilént, politetrafluoretilént (pl. Teflont) stb. használnak. Vannak olyan műszaki területek (pl. a szűrőszövetek gyártásában), ahol a felhasznált varrócérnának ugyanabból a nyersanyagból kell állnia, mint amiből maga a szövet készül, mert a használat közben ugyanazoknak a mechanikai, vegyi és hőhatásoknak kell ellenállnia, mint az alapszövetnek ill. a teljes készterméknek.
Olyan helyeken, ahol az elektrosztatikus feltöltődés problémát okoz (pl. tűz- vagy robbanásveszélyes anyagok közelében, mikroelektronikai berendezések gyártásában stb.), olyan munkaruhát kell viselniük az ott dolgozóknak, amelynek anyagában villamos töltés nem halmozódhat fel. Ilyen munkaruhákat (beleértve a cipőket is) olyan cérnával kell varrni, amely szintén megfelel ennek a követelménynek. Ezeknek az ún. antisztatikus cérnáknak egyik fonalága az elektromosságot jól vezető grafit- vagy szénszálakból áll, ami elősegíti a töltések elvezetését.
Áttetsző varratok készítésére használnak áttetsző szintetikus (poliamid) monofilfonalakat is. Használatuk előnye, hogy mindenféle színű alapkelméhez használhatók, a varraton áttetszik az alapkelme színe. Ezek a fonalak azonban merevebbek, mint a cérnák, ezért alkalmazhatóságuk korlátozott.

### Cérnakonstrukció

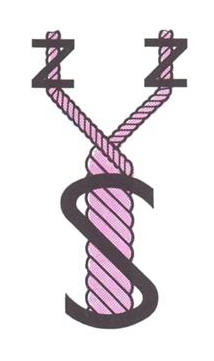
Kétágú cérna. S és Z a sodratirányokra utal.

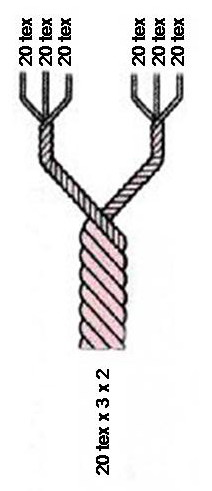
Kétszeres cérna: két 3-ágú cérna összesodrásával készül, amelyek mindegyike 20 tex finomságú fonalakból áll.

A cérnakonstrukció magában foglalja a cérnát alkotó fonalágak számát és azt, hogy egyszeres vagy többszörös cérnáról van-e szó. Ezenkívül fontos adat az egyes fonal- ill. cérnaágak sodratszáma, valamint a cérna végső sodratszáma (az 1 méterre eső csavarulatok száma) és sodratiránya. Mindezeknek jelentős hatása van többek között a cérna vastagságára, hajlékonyságára, szilárdságára és nyúlására. A sodratszámokat és sodratirányokat úgy kell megválasztani, hogy a kész cérna megfelelő szilárdságú és hajlékonyságú legyen, de sima maradjon, azaz ne hurkosodjék.
Jelentősen hozzájárul a cérna szakítószilárdságának növeléséhez az olyan cérnakonstrukció, amely – a sodratirányok és a sodratszámok helyes megválasztásával – azt biztosítja, hogy a fonalakban elhelyezkedő elemiszálak a cérna hossztengelyével párhuzamosan helyezkedjenek el.
A cérnák készülhetnek
- font fonalakból (pl. pamutból, vágott poliészter- vagy aramidszálakból),
- sima filamentfonalakból (pl. viszkóz-, poliamid- vagy poliészter-filamentfonalakból),
- terjedelmesített filamentfonalakból (poliamidból vagy poliészterből),
- ún. magfonal formájában, azaz filamentfonal vágott szálakkal történő körülfonásával (ezért ezeket körülfont fonalaknak is nevezik).

### Finomság
A cérnák finomságának megadásában általában a textiliparban elterjedt indirekt (Nm) ill. direkt (tex, esetleg denier) finomsági számozási rendszert alkalmazzák. (A tex számozás annyit jelent, hogy az adott cérnából 1000 méter hány gramm tömegű. Az Nm számozás ezzel szemben azt mutatja, hogy 1 gramm tömegű cérna hány méter hosszú.) Ezek a cérnát alkotó fonalak finomságát és a cérnaágak számát jelölik (pl. Nm 50/3 vagy 20 tex x 3), de speciálisan a varrócérnák esetében használatos egy ún. címkeszámozás is, amit a cérnagyárak No. (label number) vagy Tkt. (Etikett-Nummer) jelöléssel közölnek. Ez utóbbi lényegében az indirekt számozási rendszerből vezethető le és voltaképpen a cérna eredő metrikus finomsági számára utal, anélkül azonban, hogy a fonalágak számát is megadná. Azonos címkeszámozáshoz tehát különböző számú fonal összecérnázásával is juthatunk, a lényeg az, hogy az eredő finomsági szám megegyezzék. A címkeszámmal megadott finomság definíciószerűen olyan cérnát jelöl, amely ugyanolyan vastag, mint egy 3 fonalágból készített cérna. Ennek megfelelően pl. egy No. 120 címkeszámozású cérna készülhet 3 db Nm 120 finomságú fonalból, de készülhet 2 db Nm 80 finomságú fonalból is. (Nm 120/3 = Nm 80/2, mert mindkettő eredő finomsága Nm 40.) Hasonlóképpen, No. 100 címkeszámozás tartozhat egyaránt az Nm 65/2 és az Nm 100/3 finomságú cérnához (65/2=32,5 és 100/3=33,3 – mindkettő nagyjából Nm 33 eredő finomságnak felel meg, a kerekített eredő finomságok közötti különbség a gyakorlati felhasználásban itt elhanyagolható). Itt is érvényes, hogy minél kisebb szám a címkeszámozás, annál vastagabb cérnáról van szó.

### Szilárdsági, nyúlási és rugalmassági tulajdonságok
A szakítóerő azt a húzóerőt jelöli, amely alatt a cérna elszakad. Ezt az adatot általában centinewtonban (cN) adják meg. A szakítóerő mérésével párhuzamosan a mérés közben felvett diagramon a szakadási nyúlás is megjelenik, a cérnának az a nyúlása, amely a szakadásig bekövetkezik. Ezt az eredeti hossz százalékában közlik. A szakítóerőt és a szakadási nyúlást a felhasznált nyersanyagon kívül főleg a cérna konstrukciója és vastagsága befolyásolja.
Fontos adat a cérna rugalmassága, azaz annak mértéke, hogy a nyújtás megszűntével mennyire nyeri vissza eredeti hosszát. Ez függ a sodratszámtól, de természetesen függ magától a cérnát alkotó nyersanyagtól is. Vannak ugyanis kifejezetten nagy nyúlású szálasanyagok (pl. az elasztán fonalak), amelyeket előszeretettel használnak nagy nyúlási képességű termékek varrására (pl. fürdőruhák gyártásában). 
A hurokszakító szilárdság mérésénél két cérnát egymáson áthurkolva fognak be a szakítógépbe. Ez nagyon jól leképezi a varratot, amelyben a cérnák hasonlóképpen helyezkednek el, így ezzel a méréssel olyan adatot kapnak, amely jellemzi a cérna szakadási tulajdonságait a kész varratban. Ezért ez fontos minőségi mutatónak tekinthető.

### Kopásállóság
A cérnák kopásállósága szintén nagy jelentőségű a kész varrás minőségét tekintve, hiszen a kelme felületén megjelenő cérnaszakasz ugyanolyan koptató igénybevételnek van kitéve, mint maga az alapkelme. Koptatják azonban egymást az egymáson áthurkolódó cérnaszakaszok is mozgás közben, ami a varrat szilárdságára van jelentős hatással.

### Mosási zsugorodás
A mosási zsugorodás azoknál a cérnáknál fontos adat, amelyeket mosható termékek varrására használnak. Ilyenek például a ruhaneműk, háztartási textíliák, egyes lakástextíliák, de pl. a vízszűrőkben használt szűrőszövetek varrásánál is fontos szerepe van. Ha a varrócérna jobban zsugorodik nedvesség hatására, mint az alapkelme, ez ráncosodáshoz vezet, ami lehet „csak” esztétikai hiba, de esetleg funkcionális zavarokat is okozhat (pl. szűrők esetében, de használhatatlanná tehet ruhadarabokat is).

### Színtartóság
A felhasználás szempontjából rendkívül fontos tényező a cérnák színtartósága, azaz az, hogy a késztermék használata ill. kezelése (pl. mosás, szárítás, vasalás, vegytisztítás) közben a cérna ne változtassa a színét a különböző fizikai és kémiai hatások (pl. dörzsölés, izzadság, napfény stb.) következtében. Ezért pl. a ruházati felhasználásban a varrócérnákkal szemben szigorú követelményeket támasztanak ebből a szempontból. Vannak azonban olyan területek (elsősorban a műszaki felhasználásokban), ahol a színtartóságnak viszonylag kisebb jelentősége van.

### Kikészítés, felületkezelés
A cérnák kikészítése, felületkezelése esztétikai szempontból, valamint a varrhatóság és az alkalmazhatóság szempontjából fontos tényező. Ide tartozik egyebek között a perzselés, mercerezés (pamutcérnák esetében), a fehérítés ill. színezés. Annak érdekében, hogy a cérna az igen nagy sebességgel működő varrógépeken könnyen és biztonságosan legyen feldolgozható, súrlódási tényezőjét minél kisebbre kell csökkenteni, amihez kenőanyagot, többnyire szilikont használnak. Ugyancsak a súrlódási tényező csökkentését szolgálja a cérna polírozása, ami a felületét nagyon simává teszik és a cérna egyben szép fényt is kap. Pamut- vagy pamut tartalmú cérnák esetében alkalmazható víztaszító kikészítés, ami egyrészt a cérna nedvesség hatására bekövetkező zsugorodását hivatott csökkenteni, másrészt elősegíti, hogy a varraton át ne szivároghasson be víz a termék belsejébe. Víztaszító kikészítéssel egyébként poliésztercérnát is készítenek, ezeket főleg a cipőipar használja. A cérna szennytaszító kikészítése (ami pl. munkaruhák varrásánál előnyös) megakadályozza a szennyeződésnek a varratban való lerakódását. Az egyébként éghető nyersanyagú cérnákat is lehet lángálló kikészítéssel ellátni, bár ilyen célra ma már inkább eleve lángálló szintetikus szálakból (pl. Nomexből) készült cérna használata célszerűbb. Laza sodratú filamentfonalakból álló varrócérnák esetében gondoskodni kell arról, hogy az egyes filamentek kellően egymáshoz tapadjanak, nehogy a varrás folyamatában elváljanak és ezzel öltésképzési hibák keletkezzenek; ehhez bizonyos vegyi kötőanyagok hozzáadására van szükség. Rejtett öltésű varratoknál (pl. nadrágok, szoknyák alja-felvarrásához) használható az olyan cérna, amelyet hőre olvadó bevonattal látnak el, ez az utólagos vasalás során össze is ragasztja a kelmerétegeket, ezzel is megerősítve a varratot.
Vannak olyan felhasználási területek, ahol nem szabad szilikonnal kent cérnát használni. Az autóiparban használt festékanyag felhordási képessége például erősen függ a levegőben levő szilikon mennyiségétől. Ha a levegőben vagy a festendő felületen szilikonszemcsék vannak, az alkatrész felületén a festés kráterszerűen összegyűlik, hibás lesz. Az ilyen helyeken alkalmazott munka- és védőruhák varrásánál ezért szilikonmentes cérnát kell használni. Hasonlóképpen, szilikonmentes cérnával kell varrni a lángálló termékeket (például az ilyen védőruhákat), mert a lángállóságot biztosító kenőanyag hatását a szilikon rontaná. Ilyen esetekben más kenőanyaggal kell biztosítani a cérna jó feldolgozhatóságát.

## A varrócérnák kiszerelési formái

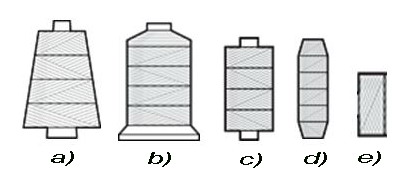
Varrócérnák kiszerelési formái

A nagyipari felhasználásban a leggyakoribb a kúpos (a) és a talpas (b) csévék használata, mert ezeken helyezhető el a legnagyobb cérnamennyiség (kúpos csévéken általában 2–15 ezer, talpas csévéken akár 50 ezer méter), ami a varrógépek termelékenysége szempontjából nagy jelentőségű (ritkábban kell csévét cserélni és cérnát befűzni). A hengeres csévén (c) 100–1000 méter cérna van, ezt főleg háztartásokban és más, kisebb cérnafogyasztású technológiáknál használják. A d ábra szerinti kivitel hímzőgépeken, tűzőgépeken alsófonalként, a kis méretű hengeres kivitel (e) huroköltésű varrógépeken ugyancsak alsófonalként használatos: a hurokfogó orsótokjába közvetlenül behelyezhető és ennek megfelelően a szokásos orsótok-méreteknek megfelelő (10–12 mm) átmérővel készül.

## A varrócérnákkal szemben támasztott varrástechnikai és alkalmazástechnikai követelmények
A varrócérnákkal szemben támasztott legfontosabb varrástechnikai követelmények általában a következőkben foglalhatók össze:
- A varrócérnában nem lehetnek sem fonási vagy cérnázási hibából eredő vastagodások és vékonyodások, sem kötözött csomók, felületén ne álljanak ki elemiszálak. Annak érdekében, hogy a cérna akadálytalanul haladjon át a különböző vezető szerveken és főleg a tűlyukon, tökéletesen simának kell lennie. Kötözött csomó helyett összesodrásos fonalvég-egyesítést kell alkalmazni a gyártásban.

- Annak érdekében, hogy a cérna az igen nagy sebességgel működő varrógépeken könnyen és biztonságosan legyen feldolgozható, súrlódási tényezőjét minél kisebbre kell csökkenteni, amihez kenőanyagot használnak. Egyes területeken azonban szilikon tartalmú kenőanyag nem használható. Ide tartoznak például a szűrők bizonyos fajtái, valamint az olyan munkaruhák varratai, amelyeket festékszóró műhelyekben viselnek, mert a cérnáról leváló szilikonrészecskék megzavarnák a festék egyenletes eloszlását a felületen. Nem alkalmazható szilikonos kenőanyag a lángálló bevonattal rendelkező cérnáknál sem, mert ez a lángálló bevonatot károsítaná.

- A nagysebességű – percenként több ezer öltést készítő – varrógépeken a cérna tekintélyes mechanikai és hőigénybevételnek van kitéve. Az öltésképzés folyamán nagy sebességgel és széles határok között változó húzó igénybevétel terheli, amely a csúcsoknál akár 300 cN is lehet. A tű a cérnával és a varrt kelmével súrlódva erősen felmelegszik, hőmérséklete a 350 °C-ot is elérheti, ugyanakkor pl. a pamut 150 °C körül bomlik, a poliészter pedig – a fajtától függően – 185–240 °C körül lágyul és 250–260 °C-on megolvad! Mindezeket a terheléseket a cérnának károsodás nélkül el kell viselnie. Ez azt jelenti, hogy a felhasználónak a varrási körülményeknek megfelelő cérnát kell kiválasztania, azaz cérnaválasztásnál ismernie kell a varrás közben fellépő hatásokat. Amennyiben a cérna hőállósága nem elég jó, pl. megolvad varrás közben, a varrógépet le kell lassítani, ami termeléscsökkenést jelent. A nagysebességű ipari varrógépeken sok esetben tűhűtést alkalmaznak (levegő ráfúvásával), amely egyúttal a cérna hűtését is szolgálja.

- A cérna és az azt alkotó fonalak sodratszámát úgy kell megválasztani, hogy a cérna hajlékony legyen és ne hurkosodjék. A szakirodalom ajánlása szerint huroköltésű varrógépekhez – a hurokfogó forgásirányának szem előtt tartásával – előnyösebb a Z sodratirányú cérna használata, mert az S sodratirányú cérnák többször szakadnak a sodrateltolódás és az ennek folytán bekövetkező sodratfelnyílás miatt. Kéttűs huroköltésű varrógépeken a bal oldali hurokfogóban S, a jobb oldaliban Z sodratú cérnát célszerű használni.

- Szoros összefüggés van a varrótű finomsága és a felhasználható cérnafinomság között, mert a tűfinomság meghatározza a tűlyuk méretét, amelyen a cérnát át kell fűzni. A varrótű-gyárak táblázatai tájékoztatást adnak az egyes tűfinomságokhoz ajánlott cérnafinomságokra nézve.

- A cérnának könnyen kell lefejtődnie a csévéről, ami a csévéléssel szemben támaszt fontos technológiai követelményt.

- Vannak területek (pl. az elektronikai ipar vagy a vegyipar egyes munkaterületein használt munka- és védőruháknál), ahol antisztatikus tulajdonságú cérnák használatára van szükség. Ezek többnyire kétágú cérnák, amelyekben az egyik ágat fémhuzal alkotja vagy szénszálakból készül.

- Az élelmiszeriparban használatos cérnáknál (mint pl. a szűrőtasakos teák - filterteák - esetében vagy élelmiszercsomagoló anyagok varrásánál) be kell tartani az élelmiszerbiztonságra vonatkozó (angol nyelvű címének rövidítéséből HACCP néven ismert) szabvány előírásait.

- Egyes szakterületeken nagy jelentősége van annak, hogy a varrócérna anyaga illeszkedjék a varrt kelme anyagához. Ez különösen fontos egyes műszaki felhasználásoknál, pl. vegyipari szűrőszövetek varrásánál, ahol a cérnának ugyanazt a kémiai hatást kell kibírnia, mint magának a szűrőszövetnek. Hasonlóképpen, olyan ruhadarabok (jellemzően pl. T-ingek, pólóingek) varrásánál, amelyeket utólag, már a konfekcionálás után színeznek (hogy a vevői igényeket kis tételben is azonnal teljesíteni tudják), a cérnának azonos módon, azonos színárnyalatra és azonos színtartósági igényeket kielégítve kell színeződnie, mint az alapkelme.

- Ruházati cikkek, lakás- és háztartási textíliák varrásánál – egészségvédelmi szempontokból – előnyös, ha a felhasznált cérna megfelel az OEKO-TEX szabvány előírásainak.

- Könyvkötészetben, a kárpitosiparban, a bőriparban igény van olyan cérnákra is, amelyeket ragasztóanyaggal telítenek.

- Sátrak, ponyvák készítésénél vízhatlanító (víztaszító) kezeléssel ellátott cérnákra van igény.

- Bizonyos anyagok – pl. bőr – varrásánál  fontos, hogy a cérna nyúlása kicsi legyen, ugyanakkor legyen a varrat erős. A cérnák közül a lencérnának a legkisebb a nyúlása.

## Hímzőcérnák
A hímzőgépek és a tűző- (steppelő-) gépek alapjában véve speciális varrógépeknek tekinthetők, amelyek öltésképzése elvileg ugyanolyan módon megy végbe, mint a varrógépeken. Ennek megfelelően a cérnákkal szemben is lényegében ugyanazokat a követelményeket támasztják, mint a varrógépek. A „varrócérnák” és a „hímzőcérnák” közötti egyes különbségek ezért nem a gépek miatt állnak fenn, hanem a hímzés mint díszítési eljárás specialitásai miatt.
A hímzésekben leggyakrabban viszkóz- és poliésztercérnával találkozunk. A viszkózcérna előnye, hogy kellemesen puha és igen szép fényű. Nagyon szép színekre színezhető, ami a hímzéseknél igen fontos szempont. Nagyszilárdságú viszkóz alapanyag esetén a cérna akár 400 ezer öltést is kibír szakadás nélkül, ugyanakkor jól bírja az akár 1200/min öltéssebességet is. Megfelelő színezési technológia alkalmazásával mosásállósága még a 95 °C-os mosásnál is kiváló, de a fehérítést kerülni kell. A viszkózcérnát hosszabb tárolás esetén nem szabad hagyni kiszáradni; előnyösnek mondják, ha száraz levegőjű vidékeken hűtőkamrában tárolják.
A hímzéshez használt poliésztercérna szép fényét trilobál (nagyjából háromszög) keresztmetszetű, fényes poliészterszálak használatával érik el. A viszkóz hímzőcérnával szemben előnye, hogy olcsóbb, mosásnál nem zsugorodik és színét klóros fehérítés és – pl. farmer öltözékeknél alkalmazott – kőmosásnál sem veszíti el. Erősen igénybevett ruhadarabok (pl. cipők, síruházat, utcai dzseki, üléshuzat stb.) esetében szintén poliészter hímzőcérna használata ajánlott, mert lényegesen jobb a dörzsállósága.
Pamutcérnát is sokféle hímzéshez használnak. Előnye, hogy nem nyúlik, hátránya viszont, hogy könnyebben szakad, mosásban zsugorodik, napfény hatására színei kifakulnak. A pamut hímzőcérnákat általában hosszúszálú pamutból font, perzselt és mercerezett fonalból készítik, ami szebb fényt kölcsönöz a cérnának és a színei is jobban érvényesülnek. A viszonylag hosszú elemiszálak puhább fonalat eredményeznek.
Speciális hímzéseknél hernyóselyemből ill. fémezett szálakból készült hímzőcérnát is alkalmaznak.
A huroköltésű hímzőgépeken használt alsófonalhoz előnyösen használható az ún. mágneses hüvely, amely szilárdan tartja az alsófonal-csévét és ezzel javítja az öltésképzés biztonságát.
Vékony, erősen nyúlékony kelmék hímzésénél a kelme fonákoldalára vékony papírt vagy nemszőttkelme-darabot tesznek, amit azután a hímzés elkészülte után eltávolítanak. Ha ezt nem kellő óvatossággal végzik, a hímzés alsófonala megsérülhet és ez a hímzés bomlásához vezethet. Ilyen célra előnyös a polivinlalkohol fonalból készült kelmedarab, amely így anyagánál fogva vízben oldódik és a hímzés befejezésekor nedvesítéssel anélkül távolítható el, hogy a művelet az alsófonal sérülését okozná.

## Tűzéshez használt cérnák
A tűzéshez használt cérnák hagyományos anyaga a pamut, amely még ma is igen népszerű, éppen viszonylagos mattságának és puhaságának köszönhetően. Előnyei és hátrányai itt ugyanúgy értékelendők, mint a pamut hímzőcérnáknál. Emellett leggyakoribb a poliészter tűzőfonal használata. Gyakorlati szakemberek véleménye szerint pl. takarók tűzéséhez legelőnyösebb az olyan magcérna használata, amelynek magja poliészter filamentfonal, burkolatát pedig poliészter vágott szálak alkotják. A tűzéshez használt cérnáknál előnyös az olyan cérnakonstrukció, amelyben a fonalakban elhelyezkedő elemiszálak a cérna hossztengelyével párhuzamosan helyezkedjenek el. Ez hozzájárul a cérna szakítószilárdságának megnöveléséhez, ami itt azért is különösen fontos, mert a gépen egyidejűleg nagyszámú tű dolgozik, és ha bármelyiknél cérnaszakadás és emiatt gépállás következik be, ez a többi tű számára is termeléskiesést jelent.

## Jegyzet
1. ↑  A finomság definícióját és számítási, jelölési módját lásd bővebben a fonal szócikkben.